# Roggliswil
Roggliswil (toponimo tedesco) è un comune svizzero di 768 abitanti del Canton Lucerna, nel distretto di Willisau.

## Geografia fisica
Il territorio di Roggliswil si estende sulle colline a est della valle della Rot.

## Monumenti e luoghi d'interesse
- Chiesa cattolica di San Wendelino, eretta nel 1555 e ricostruita nel 1908[3].

## Società

### Evoluzione demografica
L'evoluzione demografica è riportata nella seguente tabella:
Abitanti censiti

## Economia
L'economia locale si basa prevalentemente sul settore primario.